# ناحیه بویین والی، میشیگان
ناحیه بویین والی (به انگلیسی: Boyne Valley Township) یک منطقهٔ مسکونی در ایالات متحده آمریکا است که در شهرستان شارلووی، میشیگان واقع شده‌است.
 ناحیه بویین والی  ۱٬۱۹۵ نفر جمعیت دارد و ۲۱۷ متر بالاتر از سطح دریا واقع شده‌است.